# William Mitchell (hockey sur glace)
Pour les articles homonymes, voir William Mitchell, Willie Mitchell et Mitchell.
William Reid Mitchell, dit Willie Mitchell, (né le 23 avril 1977 à Port McNeill, Colombie-Britannique au Canada) est un joueur professionnel canadien de hockey sur glace. Il évolue au poste de défenseur.

## Biographie
Willie Mitchell a joué en tant que junior en Colombie-Britannique puis en Saskatchewan. Au terme de sa première saison avec les Mustangs de Melfort de la Ligue de hockey junior de la Saskatchewan, ce défenseur défensif est repêché par les Devils du New Jersey au huitième tour, 199e rang du repêchage d'entrée dans la LNH 1996. Après une autre saison avec les Mustangs, il joue deux saisons avec l'équipe de hockey des Golden Knights de l'Université Clarkson.
Il fait ses débuts professionnels lors de la saison 1998-1999 avec le club-école des Devils, les River Rats d'Albany de la Ligue américaine de hockey. Il joue ses premiers matchs dans la LNH en jouant deux matchs avec les Devils la saison suivante. Il joue avec les Devils jusqu'en 2001, alors qu'il est échangé au Wild du Minnesota en retour d'un autre défenseur, Sean O'Donnell.
Il joue avec le Wild de 2001 à 2006, puis brièvement avec les Stars de Dallas vers la fin de la saison 2005-2006. En juillet 2006, il signe un contrat de quatre saisons avec l'équipe de sa province natale, les Canucks de Vancouver. Il joue ses deux dernières saisons avec les Canucks en tant que capitaine adjoint avant de signer pour les Kings de Los Angeles.
À sa deuxième saison en Californie, il remporte la Coupe Stanley 2012 avec les Kings. Il manque la totalité de la saison 2012-2013 à cause d'une blessure à un genou.
Après avoir remporté une seconde Coupe Stanley avec les Kings en 2014, il signe un contrat de deux saisons avec les Panthers de la Floride et est nommé capitaine avant le début de la saison 2013-2014.

## Statistiques

### En club
| Saison     | Équipe                     | Ligue      |     | Saison régulière | Saison régulière | Saison régulière | Saison régulière | Saison régulière |   | Séries éliminatoires | Séries éliminatoires | Séries éliminatoires | Séries éliminatoires | Séries éliminatoires |
| Saison     | Équipe                     | Ligue      | PJ  | B                | A                | Pts              | Pun              | PJ               | B | A                    | Pts                  | Pun                  |                      |                      |
| 1994-1995  | Spartans de Kelowna        | LHCB       | 42  | 3                | 8                | 11               | 71               | -                | - | -                    | -                    | -                    |                      |                      |
| 1995-1996  | Mustangs de Melfort        | LHJS       | 19  | 2                | 6                | 8                | -                | 14               | 0 | 2                    | 2                    | 12                   |                      |                      |
| 1996-1997  | Mustangs de Melfort        | LHJS       | 64  | 14               | 42               | 56               | 227              | 4                | 0 | 1                    | 1                    | 23                   |                      |                      |
| 1997-1998  | Golden Knights de Clarkson | NCAA       | 34  | 9                | 17               | 26               | 105              | -                | - | -                    | -                    | -                    |                      |                      |
| 1998-1999  | Golden Knights de Clarkson | NCAA       | 34  | 10               | 19               | 29               | 40               | -                | - | -                    | -                    | -                    |                      |                      |
| 1998-1999  | River Rats d'Albany        | LAH        | 6   | 1                | 3                | 4                | 29               | -                | - | -                    | -                    | -                    |                      |                      |
| 1999-2000  | River Rats d'Albany        | LAH        | 63  | 5                | 14               | 19               | 71               | 5                | 1 | 2                    | 3                    | 4                    |                      |                      |
| 1999-2000  | Devils du New Jersey       | LNH        | 2   | 0                | 0                | 0                | 0                | -                | - | -                    | -                    | -                    |                      |                      |
| 2000-2001  | River Rats d'Albany        | LAH        | 41  | 3                | 13               | 16               | 94               | -                | - | -                    | -                    | -                    |                      |                      |
| 2000-2001  | Devils du New Jersey       | LNH        | 16  | 0                | 2                | 2                | 29               | -                | - | -                    | -                    | -                    |                      |                      |
| 2000-2001  | Wild du Minnesota          | LNH        | 17  | 1                | 7                | 8                | 11               | -                | - | -                    | -                    | -                    |                      |                      |
| 2001-2002  | Wild du Minnesota          | LNH        | 68  | 3                | 10               | 13               | 68               | -                | - | -                    | -                    | -                    |                      |                      |
| 2002-2003  | Wild du Minnesota          | LNH        | 69  | 2                | 12               | 14               | 84               | 18               | 1 | 3                    | 4                    | 14                   |                      |                      |
| 2003-2004  | Wild du Minnesota          | LNH        | 70  | 1                | 13               | 14               | 83               | -                | - | -                    | -                    | -                    |                      |                      |
| 2005-2006  | Wild du Minnesota          | LNH        | 64  | 2                | 6                | 8                | 87               | -                | - | -                    | -                    | -                    |                      |                      |
| 2005-2006  | Stars de Dallas            | LNH        | 16  | 0                | 2                | 2                | 26               | 5                | 0 | 0                    | 0                    | 2                    |                      |                      |
| 2006-2007  | Canucks de Vancouver       | LNH        | 62  | 1                | 10               | 11               | 45               | 12               | 0 | 1                    | 1                    | 12                   |                      |                      |
| 2007-2008  | Canucks de Vancouver       | LNH        | 72  | 2                | 10               | 12               | 81               | -                | - | -                    | -                    | -                    |                      |                      |
| 2008-2009  | Canucks de Vancouver       | LNH        | 82  | 3                | 20               | 23               | 59               | 10               | 0 | 2                    | 2                    | 22                   |                      |                      |
| 2009-2010  | Canucks de Vancouver       | LNH        | 48  | 4                | 8                | 12               | 48               | -                | - | -                    | -                    | -                    |                      |                      |
| 2010-2011  | Kings de Los Angeles       | LNH        | 57  | 5                | 5                | 10               | 21               | 6                | 1 | 1                    | 2                    | 4                    |                      |                      |
| 2011-2012  | Kings de Los Angeles       | LNH        | 76  | 5                | 19               | 24               | 44               | 20               | 1 | 2                    | 3                    | 16                   |                      |                      |
| 2013-2014  | Kings de Los Angeles       | LNH        | 76  | 1                | 11               | 12               | 58               | 18               | 1 | 3                    | 4                    | 20                   |                      |                      |
| 2014-2015  | Panthers de la Floride     | LNH        | 66  | 3                | 5                | 8                | 25               | -                | - | -                    | -                    | -                    |                      |                      |
| 2015-2016  | Panthers de la Floride     | LNH        | 46  | 1                | 6                | 7                | 18               | -                | - | -                    | -                    | -                    |                      |                      |
| Totaux LNH | Totaux LNH                 | Totaux LNH | 907 | 34               | 146              | 180              | 787              | 89               | 4 | 12                   | 16                   | 90                   |                      |                      |

### En équipe nationale
| Année | Équipe | Évènement            |   | PJ | B | A | Pts | Pun           |  | Résultat |
| 2004  | Canada | Championnat du monde | 9 | 0  | 0 | 0 | 0   | Médaille d'or |  |          |